# Zapf Dingbats

Exempel på Zapf Dingbats.

Zapf Dingbats är ett typsnitt i form av dingbat-symboler.
I mitten av 1970-talet skapade typografen Hermann Zapf över 1000 olika symboler. Det amerikanska typsnittsföretaget International Typeface Corporation valde då ut 360 stycken av dem som de år 1978 släppte som typsnittet ITC Zapf Dingbats. Typsnittet bestod helt och hållet av symboler. År 1985 lanserade Apple skrivaren LaserWriter där Steve Jobs valt ITC Zapf Dingbats som ett av standardtypsnitten. Typsnittet blev populärt och fick flera efterföljare.